# 1726
1726 (хиляда седемстотин двадесет и шеста) година (MDCCXXVI) е:
- обикновена година, започваща в събота по юлианския календар;
- обикновена година, започваща във вторник по григорианския календар (с 11 дни напред за 18 век).

Тя е 1726-ата година от новата ера и след Христа, 726-ата от 2-ро хилядолетие и 26-ата от 18 век.

## Родени
- 4 май – Морис Саклинг, британски военноморски офицер († 1778 г.)
- 7 септември – Франсоа-Андре Филидор, френски музикант и шахматист († 1795 г.)

## Починали
- 28 април – Томас Пит, британски предприемач (* 1653 г.)
- 18 юни – Мишел-Ришар Делаланд, френски композитор (* 1657 г.)
- 31 юли – Николас II Бернули, швейцарски математик (* 1695 г.)